# Maine (Francja)

Położenie Maine na mapie Francji

Maine (czytaj: men) – kraina historyczna w północno-zachodniej Francji, część regionu Kraj Loary. Głównym miastem jest Le Mans.
W starożytności zamieszkana m.in. przez Cenomanów. Od połowy X wieku rządzona przez dziedzicznych hrabiów. W 2. połowie XI wieku we władaniu książąt Normandii. W 1126 roku połączona z księstwem Andegawenii pod panowaniem Plantagenetów i Andegawenów. Teren częstych walk podczas wojny stuletniej (1337–1453). Po bezpotomnej śmierci Karola V, hrabiego Maine, w 1481 zostało włączone do Korony francuskiej.